# اوبی (کمون)
اوبی (به فرانسوی: Auby) یک کمون در فرانسه است که در canton of Douai-Nord-Est واقع شده‌است. اوبی ۷٫۱۲ کیلومتر مربع مساحت دارد ۲۲ متر بالاتر از سطح دریا واقع شده‌است.